# Sal mixta
Les sals mixtes són compostos químics que resulten de la substitució dels hidrògens d'un àcid per àtoms metàl·lics diferents dels hidròxids.
Mentre que les sals més senzilles, com per exemple la sal comuna, (altrament dita clorur sòdic), els dos radicals químics són elementals en les sals mixtes i les sals dobles són compostos formats per dues sals normals. Pràcticament es pot dir que les sals mixtes només existeixen en estat sòlid.

## Exemples de sals mixtes
- clorurfluorur de calci (CaClF)
- clorurfluorur de potassi (K4ClPO4)
- nitratsulfat de ferro (III) (Fe(NO3)SO4)